# Третій хрестовий похід
Третій хрестовий похід (1189–1192) — хрестовий похід, який був ініційований папою Григорієм VIII і після його смерті продовжений Климентом III. У ньому взяли участь четверо наймогутніших європейських монархів — німецький імператор Фрідріх I Барбаросса (загинув у цьому поході), французький король Філіп II Август, австрійський герцог Леопольд V і англійський король Річард I Левове Серце.

## Передумови

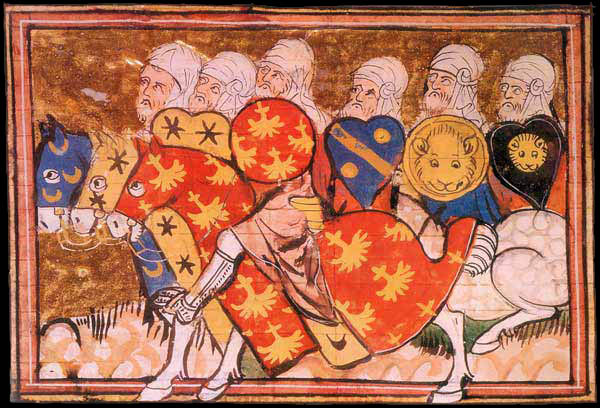
Воїни Салаха ад-Діна

До 1189 року з часів Другого хрестового походу (1147–1149 роки) ситуація для держав хрестоносців тільки погіршувалася, почався їхній внутрішній розпад, який уміло використав емір Алеппо і Мосула Нур ад-Дін. Він захопив Дамаск, послабив Антіохійське князівство. Разом з цим на півночі Палестини візантійський імператор Мануїл I вів активну політику, направлену на відновлення колишньої величі Візантійської імперії, прагнучи приєднати князівство Антіохія до своєї імперії.
 
Безпосереднім приводом до початку цього хрестового походу стало захоплення у жовтні 1187 року мусульманським полководцем Салах ад-Діном (Саладіном) Єрусалима, який хрестоносці підкорили ще під час Першого хрестового походу. Хрестоносці вважали причиною цієї поразки Візантійську імперію, незаслужено звинувативши її в підбурюванні і допомозі мусульманам. Візантійців стали сприймати не тільки як не особливо ревних прихильників звільнення Гробу Господнього, але й як зловмисних і лукавих лицемірів, які постійно зраджують хрестоносців.

## Підготовка
Звістка про те, що Єрусалим захоплено сарацинами, була отримана в Європі не раніше 1188 року. Перші звістки прийшли до римського папи Григорія VIII, який незважаючи ні на які труднощі та перешкоди, прийняв ідею проголошення Третього хрестового походу. Швидко було складено кілька визначень, що мали на меті поширити заклик про хрестовий похід по всіх західних державах. Кардинали дали папі римському слово взяти участь у просуванні походу і проповідуючи його пройти босоніж по Німеччині, Франції та Англії. Папа ж зважився вкласти всі церковні кошти до того, щоб полегшити участь у поході представникам усіх соціальних прошарків. Для цього було зроблено розпорядження про припинення внутрішніх війн, лицарям полегшений продаж їхніх володінь (ленів), відстрочено стягнення боргів, оголошено, що будь-яке сприяння звільненню християнського Сходу буде відпущенням гріхів. На території Англії та Франції з духовенства брали податок на похід — так звану Саладинову десятину, що принесло багато грошей для організації походу.
Третій хрестовий похід відбувався при обставинах більш сприятливих, ніж перші два. У ньому брали участь три короновані особи: німецький імператор Фрідріх I Барбаросса, французький король Філіпп II Август і англійський король Річард Левове Серце. Але загального керівництва не було, через що до Святої землі хрестоносне воїнство прямувало різними шляхами. Цілі самих монархів були багато в чому різними. Оскільки Річард і Філіпп II були друзями, вони сформували спільну колону англо-французьких військ, тоді як Фрідріх Барбаросса до них не приєднався і рушив самостійною колоною. Таким чином Третій хрестовий похід розпався на окремі епізоди: рух англо-французьких військ, рух німецьких і облога Акри.

## Початок походу
В 1190 році англійський та французький королі виступили в похід. Річард Левове Серце шукав, перш за все, лицарських подвигів і слави. Він оточив себе блискучою свитою і лицарями, на своє військо, за свідченням сучасників, він витрачав за один день стільки, скільки інші королі витрачали за місяць. Збираючись у похід, свої володіння він або віддавав в оренду, або закладав і продавав. Таким чином, він дійсно зібрав величезні кошти; його військо відрізнялося хорошим озброєнням.
Частина англійського війська вирушила з Англії на кораблях, сам Річард переправився через Ла-Манш, щоб з'єднатися з французьким королем і направити свій шлях через Італію. Рух почався влітку 1190 року. Обидва королі передбачали йти разом, але чисельність військ і виниклі проблеми забезпечення військ змусили їх розділитися. Французький король пішов раніше і у вересні 1190 року прибув до Сицилії, зупинився в Мессіні, чекаючи на свого союзника. Коли прибув Річард, рух союзної армії було затримано через думку, що перепливати море восени незручно. Таким чином обидві війська провели осінь і зиму в Сицилії до весни 1191 року.
Але тут Річард повів себе недипломатично, він заохотив свої лицарів до притиснень місцевого населення, тому що вважав себе претендентом на корону Сицилії і таким чином дав зрозуміти, що тільки він може розпоряджатися усім. Фактично він обґрунтовував своє право тим, що з померлим безпосередньо перед походом королем Сицилії Вільгельмом II була одружена Іоанна, дочка англійського короля Генріха II і сестра самого Річарда. Тимчасовий узурпатор Сицилійської корони, Танкред, тримав у почесному ув'язненні вдову Вільгельма. Річард зажадав видати йому сестру і змусив Танкреда дати йому викуп за те, що англійський король залишив за ним фактичне володіння короною. Це призвело до ворожнечі між англійським королем і німецьким імператором. Усі ці дії англійців ледь не призвели до повстання, яке встиг попередити французький король Філіп, який зрештою зрозумів, що він не зможе надалі діяти за однаковим планом з англійцями, тому в березні 1191 він зі своїм військом переправився до Сирії.
Філіп прибув до Акри, до якої мали з одного боку підійти всі сили християн, з іншого боку саме туди рухались й війська мусульман. Коли Філіп першим з королів з'явився там, усі чекали, що він задасть хрестоносцям напрямок наступним діям і стане їхнім головуючим. Тим більше, що Річард на той час явно охолонув у відносинах з Філіппом, адже той відмовився взяти за дружину сестру Річарда. Флот Річарда, який відплив з Сицилії в квітні 1191, був розсіяний штормом, і корабель, на якому була наречена Річарда Беренгарія Наварська, був викинутий на берег Кіпру, де принцесу захопив володар острову Ісаак Комнін. Таким чином, Річард почав війну з Кіпром, а заволодівши островом, закував у срібні ланцюги Ісаака Комніна і звільнив принцесу. Певний час тривала низка урочистостей, які супроводжували тріумф англійського короля. Це було вперше, що Англія набула територіальне володіння у Середземному морі. Але було зрозумілим, що Річард не міг розраховувати на тривале володіння Кіпром, який знаходився на такій великій відстані від Англійського королівства. І коли на Кіпр прибув щоб виявити знаки відданості англійському королю король Єрусалиму Гі де Лузіньян, який втратив свої володіння, то Річард продав йому цей острів.
Фрідріха I Барбароссу вважали найдосвідченішим військовиком серед інших християнських королів, мудрим і вправним тактиком і стратегом. Він ще до виходу в похід провів ряд дипломатичних заходів, які дали йому можливість спокійно пересуватися Європою. 24 травня 1189 року він з військом вступив на терени Угорщини, де його приязно зустрів король цієї країни Бела III, який хоча й не схотів піти у похід, але дав Фрідріху цінні подарунки і виділив двотисячне військо, яке збільшило сили Фрідріха і дало можливість пройти найкращими шляхами. Хоча на його шляху на загони нападали окремі розбійні ватаги, але хрестоносці відбивали ці атаки, а схоплених у полон піддавали таким тортурам, що відбивало охоту нападати на військо Барбаросси. Під час руху на Балканському півострові угорські, болгарські та сербські правителі пропонували Фрідріху свою повну підтримку проти візантійського імператора в замін на визнання їхніх державних утворень під протекторатом Фрідріха. Але обережний імператор на це не пристав.
Його пересування по території слов'янських народів на Балканах, які були захоплені Візантійською імперією були тривалими, адже Візантія вважала, що Фрідріх підтримує рух слов'ян на звільнення від візантійського ярма і не створювало умов для просування хрестоносного війська. Німецькі лицарі часто змушені були відбивати атаки окремих візантійських загонів, хоча й самі робили набіги, спустошуючи села і міста. Болгарські та сербські діячі тим часом пропонували Фрідріху дати до 60 тисяч вояків, що дало б змогу пробитися через візантійські землі до Палестини. І хоча військо короля Бели III відмовилось іти далі і повернуло додому, але до Фрідріха привів додаткові війська його третій син Фрідріх VI, герцог Швабії, через що 25 березня 1190 року німецьке військо зрештою почало переправлятися через Босфор. Надалі шлях війська пішов через західні землі Малої Азії, де мав часті зіткнення із сельджуцькими загонами і розбив їх при Іконіоні, змусивши до миру і повного забезпечення німецького війська припасами. Після цього Фрідріх зайшов на територію Кілікійської Вірменії, де отримав підтримку місцевого правителя Левона II, який виділив війська до хрестоносного війська. Але через необережність при переправі через річку Салеф (Калікаднус) Фрідріх I потонув. Через це частина його війська відмовилася від подальшої експедиції і повернулася морем до Німеччини. Лише невелика частка вояків на чолі з Фрідріхом VI і військами Леона попрямували до Акри.

## Облога Акри

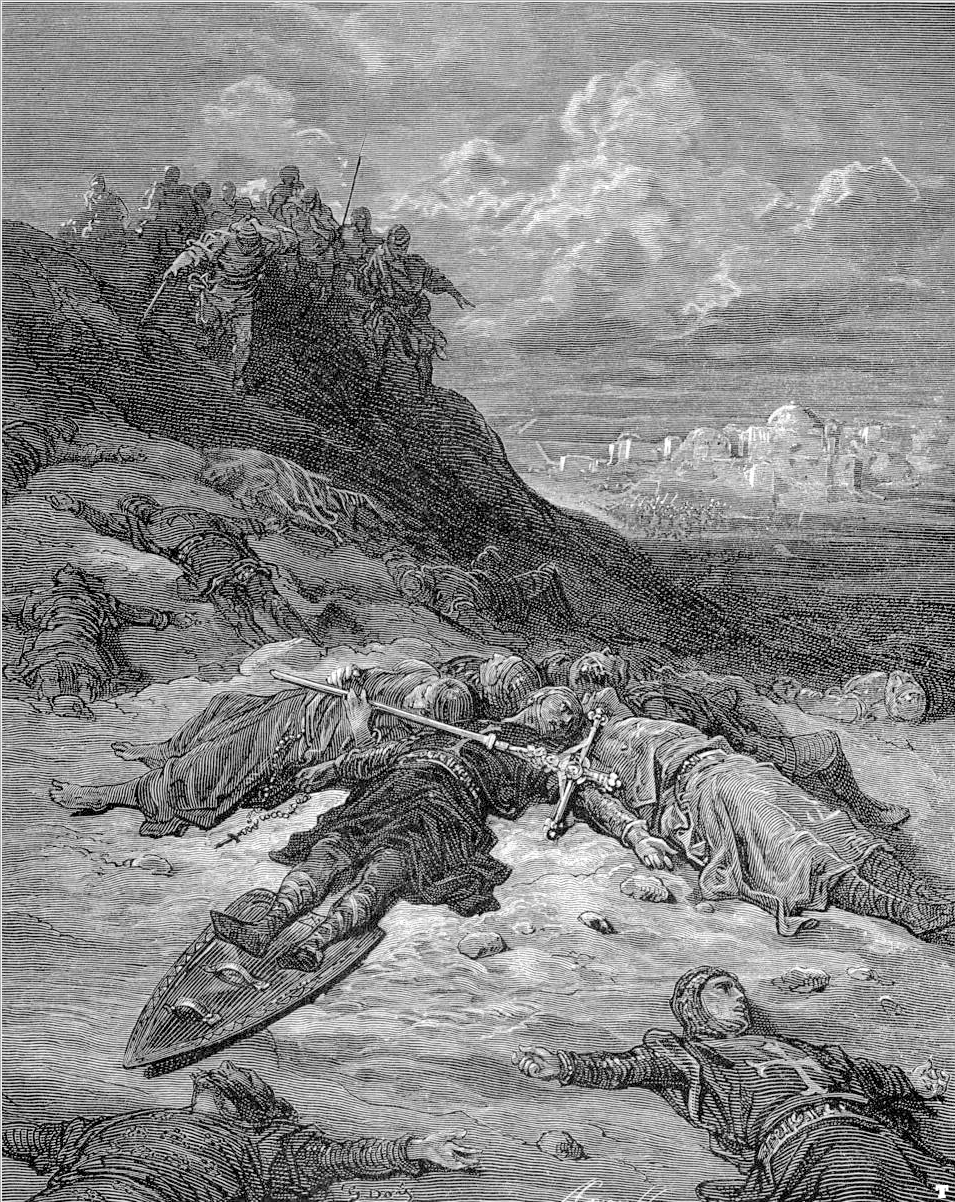
Загибель Фрідріха I Барбаросси. Картина Гюстава Доре.

Головною метою третього хрестового походу було взяття Акри. З 1188 до 1191 року відбувалась облога цього міста військами хрестоносців. Вони підходили сюди окремими загонами, через що війська Салах ад-Діна їх частково винищували, частково розсіювали. Облога велася з труднощами, адже хрестоносні війська атакували місто тільки з боку моря, тому що тільки з цього напрямку вони досягали стін своїми стінобитними засобами. Тоді як мусульманські захисники Акри мали можливість вільного постачання міста з інших боків як вояками, так й припасами. Проблемою було постачання дерева, яке використовувалось для будування облогових конструкцій. Тривалий час ліс завозили з Італії. Не сприяло облозі й відсутність єдиноначальності командування, тому що багато керівників окремих загонів між собою ворогували. Під час облоги у хрестоносному війську мінялися погляди на ведення бойових дій в залежності від того, чиї загони були на той момент у більшій чисельності. Англійський король Річард Левове Серце через свої лицарські погляди мав приязні стосунки з Салах ад-Діном, обмінювався з ним посольствами, через що до нього у хрестоносному таборі не було повної довіри — вважали, що він хоче сепаратного миру з мусульманами.
Але не зважаючи на труднощі зрештою до липня 1191 року ситуація в місті стала загрозливою через нестачу припасів, тому мусульманам були запропоновані важкі умови капітуляції, які були прийняті та 12 липня Акра здалася хрестоносцям. Після взяття міста суперечки серед вождів хрестоносців посилилися і Філіпп II Август взагалі вирушив до Франції. Річард образив німців, наказавши зняти їхній прапор з однієї зі стін, яку захопили саме німецькі вояки, та замінити своїм. У місті почалися утиски місцевого, в тому числі й християнського, населення, через що місцеві німецькі купці створили для захисту німецьких підданих релігійне братство, яке надалі стало Тевтонським орденом.

## Перехід до Арзуфу
По взяттю Акри хрестоносці вирішили закріпити свій успіх. Оскільки головною метою походу було взяття Єрусалиму, то вони стали просуватися далі до Арзуфу. Річард Левове Серце, який перебрав повністю на себе командування хрестоносним військом, розумів, що головною проблемою буде спека і нестача води. Тому, коли 23 серпня 1191 року військо вирушило уздовж сирійського узбережжя, воно йшло виключно у ранкові часи, робило тривалі зупинки біля джерел води. При цьому тамплієри на чолі з Великим магістром ордена Робером де Сабле склали авангард хрестоносців, за ними рухалися війська безпосередньо Річарда I, які включали бретонців, нормандців, англійців та об'єднані війська Аквітанії, Анжу, Гасконі та Пуату. Гі де Лузіньян вів об'єднані сили королівства Єрусалимського. За ними їхали фламандці під головуванням Жака д'Авена та французи на чолі з Гуго III Бургундським. Госпітальєри на чолі з їхнім Великим магістром Гарньє де Наблусом склали ар'єргард хрестоносного війська. Увесь час по боках колон їх чатували лучники Салаха ад-Діна. Флот хрестоносців тим часом поплив на південь паралельно руху сухопутного війська. Таким чином хрестоносці на суші завжди мали необхідний підвіз припасів і своєчасну евакуацію поранених та захворілих. Бойовий порядок неухильно підтримувався. Під час руху всередині 12 колон їхали щільними рядами по 100 лицарів, а їх по боках прикривала піхота і арбалетники. Таким чином лицарі практично не страждали від стріл мусульман. Перевага арбалетів була відчутною, стріли з луків мусульман мало пробивали лати лицарів, тоді як арбалетні стріли та болти вбивали кіннотників мусульманських загонів та їхніх коней. Воїни Салаха ад-Діна нападали виключно вночі, але й тут не отримували перемоги. Хоча мусульманські загони були швидшими та мобільнішими від хрестоносного війська, яке йшло повільно, але зиску Салаху ад-Діну це не принесло. Пробувши деякий час у Хайфі, через ущелину Атліта і проминувши ліс 7 вересня 1191 року хрестоносці зрештою вийшли до Арзуфа.

## Битва при Арзуфі

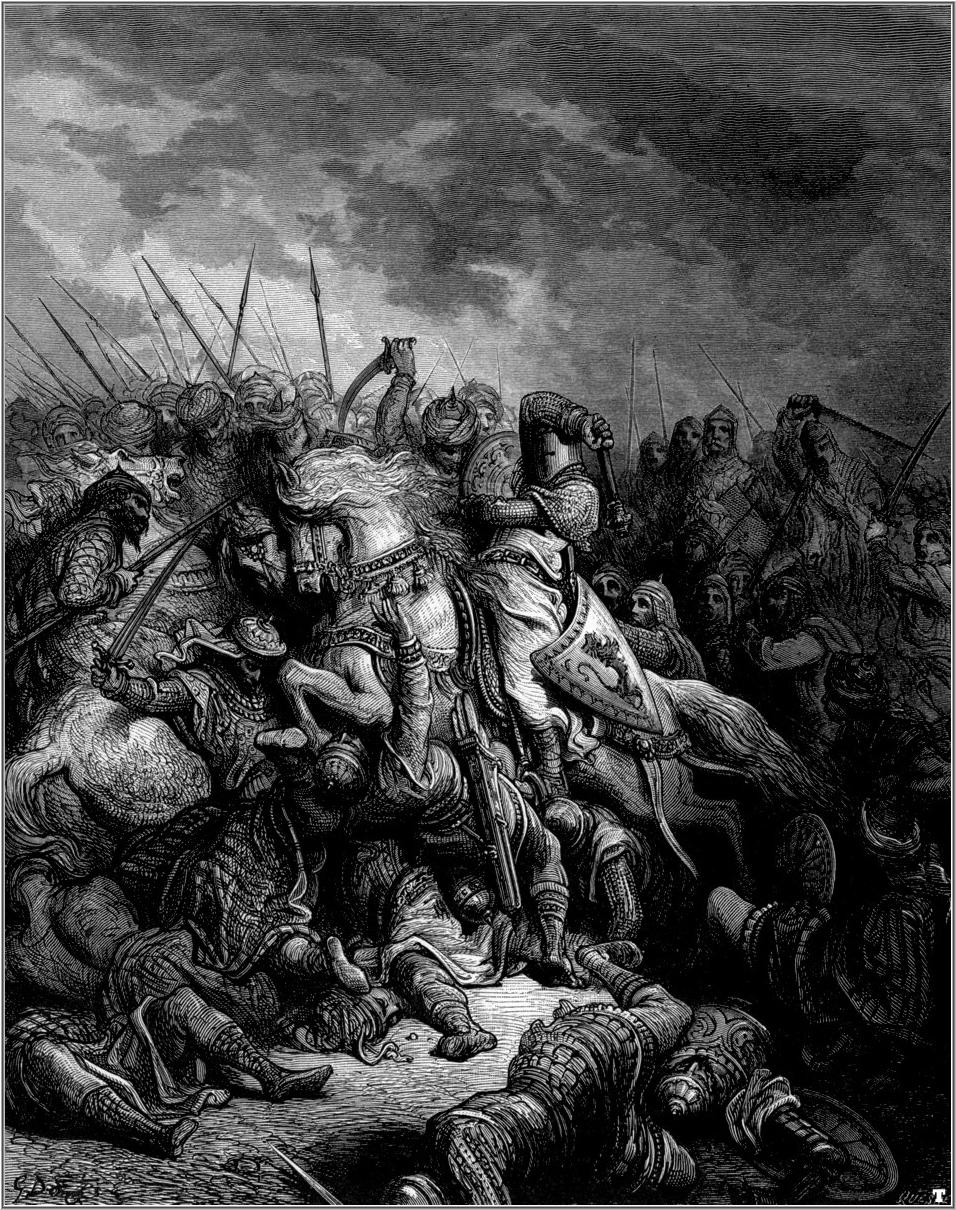
Поєдинок між Річардом I Левине Серце і Салахом ад-Діном під час битви при Арзуфі. Картина Гюстава Доре.

Салах ад-Дін розраховував вдарити по хрестоносцях прямою атакою з півночі (хрестоносці рухалися на південь) в тил, зробити розрив у їхніх бойових порядках і кинути туди свої резерви, аби повністю добити супротивника. Точна кількість його воїнів невідома, його піхоту склали бедуїни та суданці, легку кінноту — сирійці та турки, важку — мамелюки. Салах ад-Дін традиційно поділив своє військо на центр, ліве і праве крила. Мусульмани вдарили з сильним натиском, Салах ад-Дін разом з своїм молодшим братом очолили військо, але Річард грамотно побудував війська: назовні стали списоносці, які не давали кінноті мусульманського війська проникати всередину колон до лицарів; за списоносцями стали арбалетники, що влучно обстрілювали нападників. Англійський король заборонив лицарям кидатися в атаку до його наказу. Він хотів дочекатися того моменту, коли мусульманські воїни підійдуть дуже близько, щоб можна було б кинути свою тяжку кінноту у стрімку атаку. Від дій мусульманських вояків найбільше страждали госпітальєри, що знаходилися в ар'єргарді. На них відразу можна було напасти з трьох сторін — з обох флангів і з тилу. Багатьом воїнам доводилося йти спиною вперед, щоб, піднявши щити, захищати себе і своїх товаришів від стріл мусульманських воїнів, спрямованих у їхні спини. Безперервні атаки мусульман розлютили госпітальєрів, які несли багато втрат, стріли вбивали коней, через що кіннотники мали вставати у ряди піхоти. Великий магістр госпітальєрів Гарньє де Наблус через гінців декілька разів запитував у Річарда дозволу на атаку, але англійський король тримався свого плану. Зрештою госпітальєри самовільно атакували правий фланг мусульманського війська. Річард побачивши крах свого задуму миттєво зреагував на це і дав команду атакувати всім хрестоносним військом. Ця атака єдиним фронтом важкої кавалерії була настільки приголомшливою, що мусульманські вояки вирішили, що це був добре спланований задум. Хрестоносці розтрощили повністю правий фланг війська Салаха ад-Діна. Мусульманський очільник чекав слушного моменту розбити хрестоносців, як це він зробив під час облоги Акри, коли хрестоносці розбилися на невеличкі загони з метою добити начебто розбитих мусульман, тоді як Салах ад-Дін контратакував і поодинці розбив тамплієрів взявши в полон їхнього тодішнього Великого магістра Жерара де Рідфора. Тому Річард Левине Серце віддав наказ не розділятися і кіннотники Салаха ад-Діна ударили у зімкнуті колони хрестоносців. Після декількох безплідних контратак Салах ад-Дін відступив до лісу загубивши багатьох своїх вояків. Точна кількість втрат мусульманського війська невідома, тоді як хрестоносці втратили лише 700 воїнів, в тому числі й очільника фламандців Жака д'Авена.

## Облога Яффи
Після битви при Арзуфі військо хрестоносців безперешкодно узяло Яффу і стало готуватися до взяття Єрусалиму. Річард Левине Серце розумів значення цього порту для подальшого забезпечення облоги Єрусалиму по морю. Тому одразу було відбудовано міські стіни. До грудня 1191 року Річард не зміг забезпечити комунікації хрестоносної армії, адже мусульманські воїни, яких знову зібрав у боєздатне військо Салах ад-Дін, наполегливо атакували християнські обози. Через це Річард просив Салаха ад-Діна про сепаратний мир, але отримав відмову. Влітку 1192 року з метою прямої атаки на Єрусалим Річард відійшов до Акри, де зібрав розпорошені до цього по різним гарнізоном загони хрестоносців. Залишив він в Яффі невеликий гарнізон, тому Салах ад-Дін з великими силами одразу підступив до міста. 27 липня 1192 року мусульманські війська почали штурм, він тривав 3 доби і через брак можливостей для подальшого опору гарнізону, тому що багато припасів та військового спорядження було використано під час захисту стін, був закінчений. Хрестоносці запросили почесної здачі, Салах ад-Дін дав згоду на викуп за гарнізон та покидання християнами меж міста разом із своїм скарбом. Але воїни Салаха ад-Діна збунтувались і почали грабувати покидаючих, через що гарнізон відступив до цитаделі Яффи і закрився там. Хоча Салах ад-Дін наказав повернути награбоване і заарештував ватажків тих, хто не виконав його наказ, але було пізно — цитадель не здалася.

## Битва під стінами Яффи
Отримавши 29 липня 1192 року в Акрі відомості про те, що Салах ад-Дін підійшов до Яффи, Річард Левине Серце одразу морем відплив на декількох галерах з невеликим загоном на допомогу місту, а основні сили повів шляхами майбутній король Єрусалиму Генріх Шампанський. Прибувши до стін Яффи Річард спочатку побачив прапор Салаха ад-Діна на стінах і подумав, що місто ним захоплене. Але хрестоносець з цитаделі пробрався до Річарда і сповістив його про справжню ситуацію. Тоді Річард скомандував висадку з кораблів і хрестоносці, хоча й невеликим числом, одразу кинулися в атаку, швидко розбивши мусульманські війська, прорвали облогу і звільнили місто. У війську Салаха ад-Діна були великі втрати.

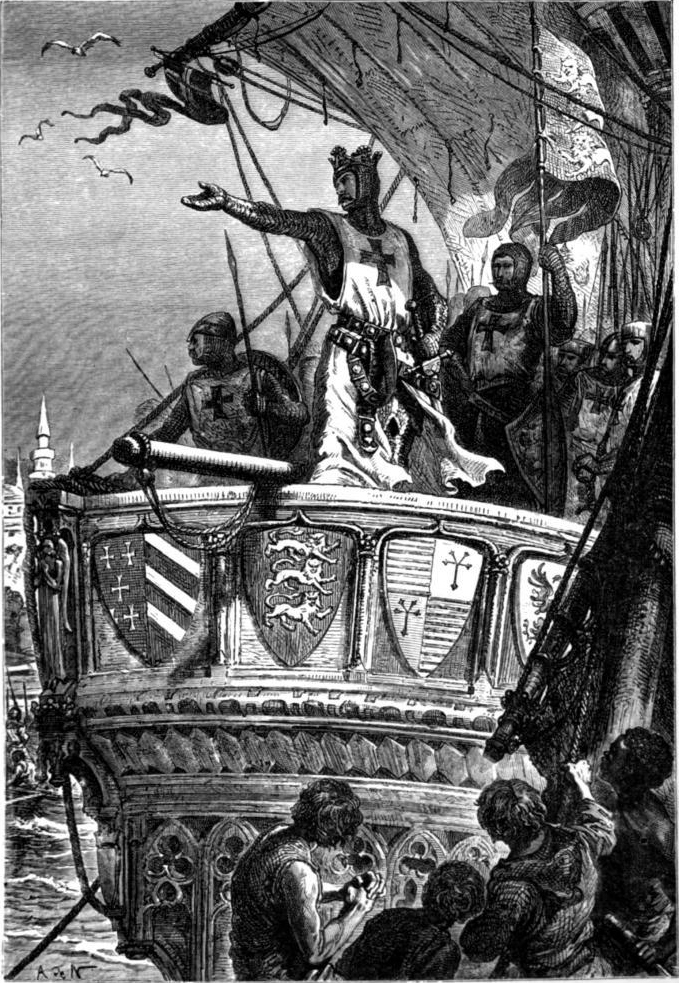
Річард I Левине Серце прощається зі Святою землею. Картина Франсуа Гізо.

Річард чекаючи підходу Генріха Шампанського дав команду на відновлення стін, розбитих мусульманськими вояками. Через те, що всередині міста було багато вбитих, Річард був змушений з військами розбити табір перед стінами. Зрештою морем прибув з невеликим загоном Генріх Шампанський, якого затримав інший загін мусульманських воїнів, що безуспішно атакували його біля Кесарії. Лицарі Генріха не мали коней, більшість загону складали арбалетники. Не чекаючи підходу основних сил хрестоносців, що йшли з Кесарії, Салах ад-Дін вночі 4 серпня 1192 року силами кінноти атакував хрестоносне військо.
Згідно з легендою Салах ад-Дін, побачивши напередодні під час битви, що Річард не має коня і воює у пішому строю, надіслав йому свого коня, переказавши сказати, що король не має піддаватися ризику серед піших воїнів. Річард звелів сісти на коня іншому воїну і проїхатися перед ним, але кінь не піддався вершнику і поніс його до ворожого табору. Салах ад-Дін начебто був цим присоромлений і надіслав Річарду спокійнішого коня Ймовірно, що мусульманський володар хотів таким чином вкрасти Річарда.
Річард перед нічною атакою завдяки своїм шпигунам завчасно отримав інформацію і вдало побудував бойовий порядок: поряд з кожним другим воїном він поставив арбалетника. Побачивши це мусульманські вояки були приголомшені й не стали атакувати. Хоча особисті мамелюки Салаха ад-Діна кинулися у відчайдушний напад, але були обстріляні арбалетниками і з великими втратами змушені були відступити. Поле бою залишилося за хрестоносним військом.
Ця битва стала останнім значущим зіткненням у цьому поході. Надалі після перемовин Річард і Салах ад-Дін підписали мир на три роки.

## Наслідки
Наслідком походу стало загарбання фортеці Акри та острова Кіпр, де було утворено Кіпрське королівство. Між Салах ад-Діном та хрестоносцями було укладено угоду, за якою купці та паломники з Європи отримали можливість вільно відвідувати Єрусалим протягом трьох років. Єрусалим залишився за мусульманами, тоді як хрестоносці мали вузьку берегову смугу від Яффи до Тіра.